# Rizaucourt-Buchey
Rizaucourt-Buchey é uma comuna francesa na região administrativa de Grande Leste, no departamento de Haute-Marne. Estende-se por uma área de 15,07 km². Em 2010 a comuna tinha 128 habitantes (densidade: 8,5 hab./km²).